# چارلز گوردن (تهیه‌کننده)
چارلز گوردن (انگلیسی: Charles Gordon؛ زادهٔ ۱۳ مهٔ ۱۹۴۷ - درگذشته ۳۱ اکتبر ۲۰۲۰) تهیه‌کننده اهل ایالات متحده آمریکا و برادر لارنس گوردون بود. او در ۳۱ اکتبر ۲۰۲۰ به‌دلیل بیماری سرطان درگذشت. 

## گزیدهٔ فیلم‌شناسی
- Night of the Creeps (۱۹۸۶)
- The Wrong Guys (۱۹۸۸)
- جان‌سخت (۱۹۸۸)
- سرزمین رؤیاها (۱۹۸۹)
- K-9 (۱۹۸۹)
- زندان (۱۹۸۹)
- جان‌سخت ۲ (۱۹۹۰)
- The Rocketeer (۱۹۹۱)
- The Super (۱۹۹۱)
- Unlawful Entry (۱۹۹۲)
- دنیای آب (۱۹۹۵)
- جنگ تروآ (۱۹۹۷)
- آسمان اکتبر (فیلم) (۱۹۹۹)
- دختر همسایه (۲۰۰۴)
- هیتمن (۲۰۰۷)
- هیتمن: مأمور ۴۷ (۲۰۱۵)